# ظفر آباد
ظفر آباد هي بلدة في مقاطعة كانيمخ في ولاية نواوي في أوزبكستان.
كانت جزءا من مقاطعة غيجدفان في ولاية بخارى حتى عام 2018.